# 146a Brigada Mixta (Exèrcit Popular de la República)
La 146a Brigada Mixta va ser una unitat de l'Exèrcit Popular de la República creada durant la Guerra Civil Espanyola. Al llarg de la contesa va operar als fronts d'Aragó, Segre i a l'ofensiva de Catalunya, si bé no va tenir un paper rellevant.

## Historial
La unitat va ser creada al maig-juny de 1937, a Catalunya i estaria formada pels Batallons 581,582, 583 i 584. Encara que adscrita inicialment a la 44a Divisió, amb posterioritat va passar a estar adscrita a la 30a Divisió del XII Cos d'Exèrcit i destinada al front de Terol. La prefectura de la unitat va recaure en el tinent coronel Enrique Correa Cañedo, amb Pere Suñol com a comissari polític.
El febrer de 1938 el Batalló 581 cobria Segura de los Baños, el Batalló 582 Arenillas, el Batalló 583 Huesa del Común i Rudilla, i el Batalló 584 es trobava a Altos del Rodilla de reserva, tots a la província de Terol. Precisament en aquest punt, el març de 1938 la 146a BM va ser sorpresa per l'ofensiva franquista al front d'Aragó, veient-se aviat envoltada en una bossa per les forces italianes del Corpo Truppe Volontarie; la unitat aconseguiria escapar del setge, si bé a costa d'un fort desgast. Les seves restes es van retirar cap al nord del riu Ebre, reagrupant-se al costat d'altres efectius de la divisió prop de Baldomar, al front del Segre ja l'Abril de 1938. Segons Víctor Torres que en va ser comissari polític, posteriorment els Batallons 581, 582 i 583 cobririen primera línia des de Bellmunt d'Urgell fins a les proximitats de Vallfogona de Balaguer passant per Bellcaire d'Urgell, mentre que el Batalló 584 es trobaria a la reserva al terme de Linyola. El 9 d'agost es van traslladar al capdavant de pont de Vilanova de la Barca com a força de reserva, encara que finalment no intervindria en els combats. El 23 de desembre, al començament de l'ofensiva de Catalunya, la brigada seguia agregada a la 30a Divisió. Davant la pressió enemiga va haver de retirar-se cap al nord, seguint la ruta d'Artesa de Segre i amb combats violents al Coll del Rat i la serralada de Gualter, prop de Ponts. La 146a Brigada Mixta va continuar en retirada per les poblacions de Solsona i Sant Llorenç de Morunys, perseguits per l'aviació i la cavalleria.Van continuar en retirada cap a Berga, on hi havia la intendència, la sanitat i el cos de tren de la 146a Brigada i el 23 de gener de 1939, quan marxava en retirada cap a Vic i posteriorment cap a Olot, la 146a BM es va dispersar i va quedar desfeta.

## Comandaments
Comissaris
- Tinent coronel d'infanteria Enrique Correa Cañedo;[6]

Comissaris
- Pere Suñol Capdevila, del PSUC;[7]
- Víctor Torres i Perenya